# Гаспарян Андранік Саргісович
Андранік Саргісович Гаспарян (рос. Андраник Саргисович Гаспарян; 11 вересня 1983, Ґюмрі) — російський воєначальник вірменського походження, підполковник ЗС РФ, військовий злочинець, Герой Російської Федерації.

## Біографія
Син водія тролейбуса та працівниці на панчішній фабриці. 1988 року після Спітакського землетрусу сім'я залишила Вірменію. 1993 року Гаспаряни переїхали до селища Андріївський в Омській області. Закінчив там середню загальноосвітню школу.
З 2001 року — у збройних силах Російської Федерації, курсант Челябінського танкового інституту. Гаспарян брав участь у операціях російської армії на території Чечні. Був учасником анексії Криму.
Учасник війни в Сирії. Там він отримав орден Мужності.
У 2015–2017 роках Гаспарян навчався у військовій академії у Москві. Після закінчення навчання був призначений командиром 126-ї бригади берегової оборони 22-го армійського корпусу Чорноморського флоту.
З лютого 2022 року бере участь у повномасштабному вторгненні РФ в Україну. Підлеглі йому підрозділи причетні до численних воєнних злочинів. У тому числі проти мирного населення Херсонської області.
У травні 2022 отримав звання Героя РФ. 
Одружений, виховує чотирьох дітей.